# Al-Ula
Al-Ula o al-Ola (àrab: العلا, al-ʿUlā), antiga Dedan, és un oasi i una ciutat de l'Aràbia Saudita, situada 110 km al sud-oest de Tayma (380 km al nord de Medina), a l'antiga ruta de l'encens. Fou la capital dels dedanites i dels lihyanites i s'hi han trobat importants restes arqueològiques de fa dos mil anys. Actualment és capital d'un districte anomenat al-Ula, a la província de Medina.
El regne de Dedan o dels dedanites va existir vers els segles VII i VI aC, sent esmentat a les inscripcions neobabilònies d'Haran on es diu que el rei Nabònides va fer una campanya militar al nord d'Aràbia el 552 aC més o menys, i va conquerir Tayma, Dedan i Yàthrib; vers l'inici del segle V aC el regne va esdevenir hereditari. Llavors fou el temps dels lihyanites (regne de Lihyan) que va existir fins al segle ii aC. Els nabateus van agafar el relleu i dominaven Aràbia del nord al segle I aC i la van conservar fins als primers anys del segle II quan els romans van conquerir la seva capital Petra; Hegra (al-Hidjr), moderna Madain Salih (Madain Saleh), fou la segona capital dels nabateus però progressivament el poder es va desplaçar d'al-Hidjr una mica al nord, cap a al-Ula.
Abans de l'islam era un pròsper centre comercial de la ruta de caravanes que sortia de Síria cap al sud passant l'Hidjr (moderna Madain Salih que estava a 18 km al nord d'al-Ula). En temps de Mahoma era una modesta població on el profeta hauria pregat en el seu camí de la Meca a Tabuk. Ibrahim ibn Shudja al-Hanadi al segle xiii diu que era una ciutat petita dotada d'una fortalesa i governada per un amir; a l'edat mitjana es creu que la ciutat àrab d'al-Mabiyat, que va esdevenir el principal centre comercial de la zona, estava situada a uns 20 km d'al-Ula (si ha estat ben identificada). Ibn Battuta diu que els pelegrins que anaven a la Meca paraven a al-Ula. La ciutat d'al-Mabiyat va declinar al segle xii o XIII (abans de 1230) i al-Ula va tornar a ressorgir; es van fer construccions que van utilitzar antigues pedres de Dedan i Lihyan, i va esdevenir altre cop el principal centre regional. La fortalesa fou restaurada pels otomans (pel governador de Damasc) al segle xvii. Charles Doughty hi va passar el 1876 i van seguir altres europeus. El ferrocarril de l'Hedjaz passava prop d'al-Ula (1901-1908), on hi havia una estació després abandonada. Al segle xx el centre de la ciutat es va establir al darrere de la ciutat antiga i progressivament el poble va abandonar les cases a la part vella; la darrera família va marxar el 1983 i el darrer servei a la vella mesquita es va fer el 1985; les ruïnes de ciutat medieval i de l'establiment dedanita-lihyanita queden dins del terme de la moderna ciutat. Un estudi de les inscripcions es va fer el 1968 per un equip de la Universitat de Londres.